# Thirring-Modell
Das Thirring-Modell ist ein Modell aus der Quantenfeldtheorie zur Beschreibung von Dirac-Fermionen unter der Vier-Fermionen-Wechselwirkung in einer Zeitdimension und einer Raumdimension, beschrieben durch eine nichtlineare Dirac-Gleichung. Untersucht wurde das Thirring-Model erstmals von Walter Thirring im Jahr 1958.

## Lagrange-Dichte
Die Lagrange-Dichte des Thirring-Modells verallgemeinert dabei die der Dirac-Gleichung durch einen zusätzlichen Wechselwirkungsterm:
{\displaystyle {\mathcal {L}}={\overline {\psi }}(i\partial \!\!\!/\,-m)\psi +{\frac {g}{2}}\left({\overline {\psi }}\gamma ^{\mu }\psi \right)\left({\overline {\psi }}\gamma _{\mu }\psi \right).}
Mit der Euler–Lagrange-Gleichung ergibt sich daraus:
{\displaystyle {\frac {\partial {\mathcal {L}}}{\partial {\overline {\psi }}}}-\partial _{\mu }{\frac {\partial {\mathcal {L}}}{\partial (\partial _{\mu }{\overline {\psi }})}}=(i\partial \!\!\!/\,-m)\psi +g\left(\gamma ^{\mu }\psi \right)\gamma _{\mu }\psi =0.}